# Хоббит (Южный Парк)
«Хоббит» (англ. The Hobbit) — десятая и последняя серия семнадцатого сезона «Южного Парка». Эпизод вышел 11 декабря 2013 года в США.

## Сюжет
Во время чирлидерской практики ученицы начальной школы Южного Парка замечают, что Лизе Бергер, неуверенной девочке, считающей себя толстой и некрасивой, недостаёт энтузиазма. Капитан команды Венди Тестабургер выясняет, что та влюблена в Баттерса и уговаривает Лизу позвать того на свидание для поднятия самооценки. Но когда Лиза приглашает его, Баттерс отшивает её, говоря, что она слишком толстая. Венди устраивает разнос Баттерсу за это, но тот заявляет, что ему нравятся женщины, заботящиеся о своём теле, как его любовь Ким Кардашьян, которая выглядит худой, несмотря на недавние роды. Венди со злостью говорит, что у Ким тело хоббита, и все эти рисунки отфотошоплены для большей привлекательности, и это ведёт к ухудшению образа тела средней девушки.
Когда мистер Маки говорит с Венди и Баттерсом вместо того, чтобы ругать Баттерса за то, как он разговаривал с Лизой, из-за комментариев в адрес Кардашьян он обвиняет Венди в зависти. В результате этого к четвёртому классу на урок приходит Канье Уэст, объясняя что его жена на самом деле не хоббит, но чем больше он пытается это объяснить, тем больше понимает, что у неё много общих черт с ними. Он даже звонит Ким, спросить её, действительно ли она не хоббит.
Венди впоследствии демонстрирует Баттерсу, как фотошоп используют для повышения привлекательности людей, для чего фотошопит фото Лизы, делая её более стройной и гламурной. Но вместо осознания, что известные фото Кардашьян — фальшивка, тот считает, что отфотошопленная фотография Лизы и есть её настоящий облик. В ужасе от того, что он отверг её предложение встречаться, Баттерс загружает фото Бергер в интернет и собирается пригласить её на свидание, но на следующий день обнаруживается, что она уже встречается с Клайдом. Когда Венди видит, что все в школе принимают изменённое фото Лизы за реальное, она пытается убедить всех, что на самом деле Лиза толстая и уродливая, и в результате попадает к мистеру Маки из-за зависти и соглашается изменить своё поведение.
На церемонии, где папе Римскому Франциску вручается награда Человек года по версии журнала Time, Канье Уэст врывается на сцену, чтобы оспорить называние Ким хоббитом, но затрудняет своё положение, упомянув её фильм Хоббит: Пустошь Смога, выходящий на этой неделе. Он даже делает клип на эту тему, но сталкивается с теми же проблемами.
По мере роста популярности Лизы, другие чирлидерши просят Венди отфотошопить и их фото, потому что их теперь никто не замечает. Венди отказывается и те сами фотошопят свои фото. Мальчики начинают их замечать, и Стэн просит Венди отфотошопить своё фото, но та со злостью отказывается, указывая на то, что у всех есть недостатки, у неё, у Стэна и у всех остальных в школе. Однако чирлидерши, Маки и толпа студентов слышат только последнюю часть заявления и называют её «завидкой». Венди появляется в утренних новостях, чтобы рассказать о том как ненастоящие фото звёзд создают нереалистичные стандарты красоты девушек, но её опять клеймят как «завидку». Тем не менее, она не прекращает требовать, чтобы отфотошопленные фото всегда помечались как таковые.
Посреди ночи Канье Уэст будит Венди, чтобы рассказать ей историю о хоббите, который хотел быть красивым. В истории, которая вгоняет Канье в слёзы, хоббит становится красивым благодаря волшебной силе фотошопа, но его истинная натура вскрылась, когда маленькая девочка убрала фотошоп. Но жених хоббита все равно не перестал его любить, несмотря на недостатки. История трогает Венди, она извиняется за то, что была «завидкой», и фотошопит своё фото, после чего рассылает его всем.